# Oden (Arkansas)
Oden – miasto w Stanach Zjednoczonych, w stanie Arkansas, w hrabstwie Montgomery.